# Buckshot (Arizona)
Buckshot è un census-designated place (CDP) degli Stati Uniti d'America, situato in Arizona, nella contea di Yuma.